# Lista siturilor arheologice din județul Arad - H
Lista siturilor arheologice din județul Arad - H conține toate siturile arheologice din județul Arad înscrise în Repertoriul Arheologic Național (RAN) și aflate în localități al căror nume începe cu litera H. RAN este administrat de Ministerul Culturii și Patrimoniului Național și cuprinde date științifice, cartografice, topografice, imagini și planuri, precum și orice alte informații privitoare la zonele cu potențial arheologic, studiate sau nu, încă existente sau dispărute.
Puteți căuta un sit din localitățile care încep cu litera H folosind formularul de mai jos sau puteți naviga prin toate siturile din județ la Lista siturilor arheologice din județul Arad.
| Cod RAN                               | Denumire | Localitate                     | Adresă    | Datare           | Descoperit | Coordonate | Imagine           | Erori            |
| ------------------------------------- | --- | ------------------------------ | --------- | ---------------- | ---------- | ---------- | ----------------- | ---------------- |
| 11067.02.01 (Cod LMI: AR-I-s-B-00441) | Cetatea medievală de la Hălmagiu / ansamblu Ruinele cetății Hălmagiu (Categorie: locuire civilă) (Tip: Cetate) | sat Hălmagiu, comuna Hălmagiu  |           | sec. XVI - XVIII |            |            | Încărcați imagine | Raportați eroare |
| 9422.01.01                            | Așezarea de la Horia- La Satini / ansamblu anonim (Categorie: locuire civilă) (Tip: Așezare)                   | sat Horia, comuna Vladimirescu | La Satini | Tiszapolgár      |            |            | Încărcați imagine | Raportați eroare |